# 大庭雪斎
大庭 雪斎（おおば せっさい、1805年 - 1873年3月28日）は、江戸時代後期（幕末）から明治にかけての蘭学者、蘭方医。名は景徳、通称は忞。

## 人物・経歴
1805年（文化2年）、肥前佐賀に生まれる。
1822年（文政5年）頃、島本良順（龍嘯）に学び、1825年（文政8年）頃、長崎鳴滝塾でシーボルトに学ぶ。
1843年（天保14年）、大坂で緒方洪庵に学ぶ。
1851年（嘉永4年）、佐賀藩が藩校である弘道館内に設置した蘭学寮の初代教導に就任。
1854年（安政元年）、弘道館の教導に就任。大隈重信が蘭学修業において雪斎から教えを受け、後年雪斎が良教師であったと述懐している。
1856年（安政3年）、『訳和蘭文語』前編を刊行し、翌年後編を刊行する。1857年（安政四年）には洪庵の『扶氏経験遺訓』を参校する。

『訳和蘭文語』は1842年（天保13年）に箕作阮甫が翻刻刊行した『和蘭文典』の翻訳版である。1822年（文政5年）にアムステルダムで出版された原書のオランダ語『ガランマチカ』及び『セエンタキス』は日本で蘭学を学ぶ者必修のオランダ語入門書であったが、原書が入ってくる数は少なく、多くの学生は筆写した。箕作の翻刻版に加え、この雪斎の翻訳した邦語版は蘭学とオランダ語学習において、大きな便益をもたらした。また、この『訳和蘭文語』は、1862年（文久元年、文久2年）に文久遣欧使節が、最初にヨーロッパに派遣された際、箕作秋坪が携行してオランダに寄贈された。（現在もライデン大学図書館に保存されているといわれる。）
1858年（安政5年）に、医学寮が改組し好生館となると、教導方頭取に就任。
雪斎は、佐賀藩の命で旧約聖書の翻訳も行っていた。これは藩主鍋島直正の指示によるものと思われ、蘭学寮の中に翻訳局が置かれ、雪斎も其局中の一人であったと大隈重信が語っている。雪斎の旧約聖書翻訳は半分程度まで進んだが、その最中に中国から優れた訳書が入ってきたため、途中で止めることとなった。
佐賀藩は、幕府から長崎警備を任されるほど一目を置かれた藩であったが、当時世間では蘭学と言えば医学、兵学、科学の範囲に留まり、少数の先覚者が漸く政治に目を向けていた程度であった中で、宗教の翻訳にも着手するという先進的な藩であった。こうした環境が、そこで学んだ大隈の、その後長崎でアメリカの宣教師チャニング・ウィリアムズとグイド・フルベッキについて新約聖書を学び、隠れキリシタンにおける外交問題を一時的に解決し、政府内で頭角を現すこととなる経緯に、間接ながら影響があったと考えられる。
1862年（文久2年）から1865年（元治二年、慶応元年）にかけ、『民間格致問答』刊行する。以前著した『訳和蘭文語』とともに、これも口語文で記述し、西洋の進歩した科学を究明する学問が重要であると唱えた。
1865年（慶応元年）に松隈元南教導方頭取に就任。
1869年（明治2年）、雪斎の子である大庭権之介（景庵）が藩学寮教員となる。
1873年（明治6年）に亡くなり、佐賀天徳寺に葬られる。
長男の大庭景龍は、佐賀で初めてキリスト教会を設立したことでも知られている。孫（景龍の四男）の大庭士郞は、医学博士となり、旧愛知医科大学（現・名古屋大学医学部）教授兼学生監を務めた。

## 主な著訳書
- 大庭景徳 訳『訳和蘭文語. 前,後編』秋田屋太右衛門、須原屋伊八 共同刊行、1855-1857（安政2-4）年。- 天保 13年に箕作阮甫によって訳されたオランダ語文法書『和蘭文典』をもとに編纂[9]。
- Johannes Buijs 著、大庭景徳 訳『民間格致問答. 巻之1-6』肥前佐賀 : 原口吉二、1865（元治2）年。
- 扶歇蘭度 著、華傑満 訳 / 緒方章・緒方郁 訳、大庭景徳 参校『扶氏経験遺訓 巻之1-25』秋田屋太右衛門、1857（安政4）年。
- J.N.Calten 著、大庭景徳 訳『レイドタラード 19冊』。[9]
- Gelder（ヘルテル） 著、大庭景徳 訳『算字算法基原或問』。[9]
- プレンキ 著、大庭景徳 訳『体液究理分離則』。[9]